# ワレンチン・ドゥビニン
ワレンチン（ヴァレンチン）・ステパノヴィチ・ドゥビニン（ロシア語: Валентин Степанович Дубинин、ラテン文字表記の例：Valentin Stepanovich Dubinin、1946年1月15日 -  ）は、ロシアの農業機械技術者、政治家。2001年にロシア極東の沿海地方知事代行を務めた。沿海地方スパッスク＝ダリニー出身。
1969年ウスリースク農業大学を卒業する。大学卒業後、農業機械の技術専門家として働きはじめる。1970年乳製品工場長を皮切りにチェルニゴフスキー地区党委員会でいくつかのポストを歴任する。1982年にはハバロフスク・ソ連共産党高級党学校で学ぶ。1991年アヌチンスキー地区行政府長官。1993年沿海地方政府第一副議長。1995年エフゲニー・ナズドラチェンコ知事（行政長官）の下で副知事に就任する。
2001年2月9日、ナズドラチェンコの辞任後、ドゥビニンは知事代行となる。2001年5月に行われた沿海地方知事選挙では候補者の一人であったが、第2回投票（決選投票）に進出することが適わなかった。知事代行を退任した後は、アルファ銀行極東支店長に就任した。
私生活では二人の息子がいる。趣味はアヌチノにあるダーチャで菜園作りをすることである。